# La Barrière des races
Pour les articles homonymes, voir Braveheart (homonymie).

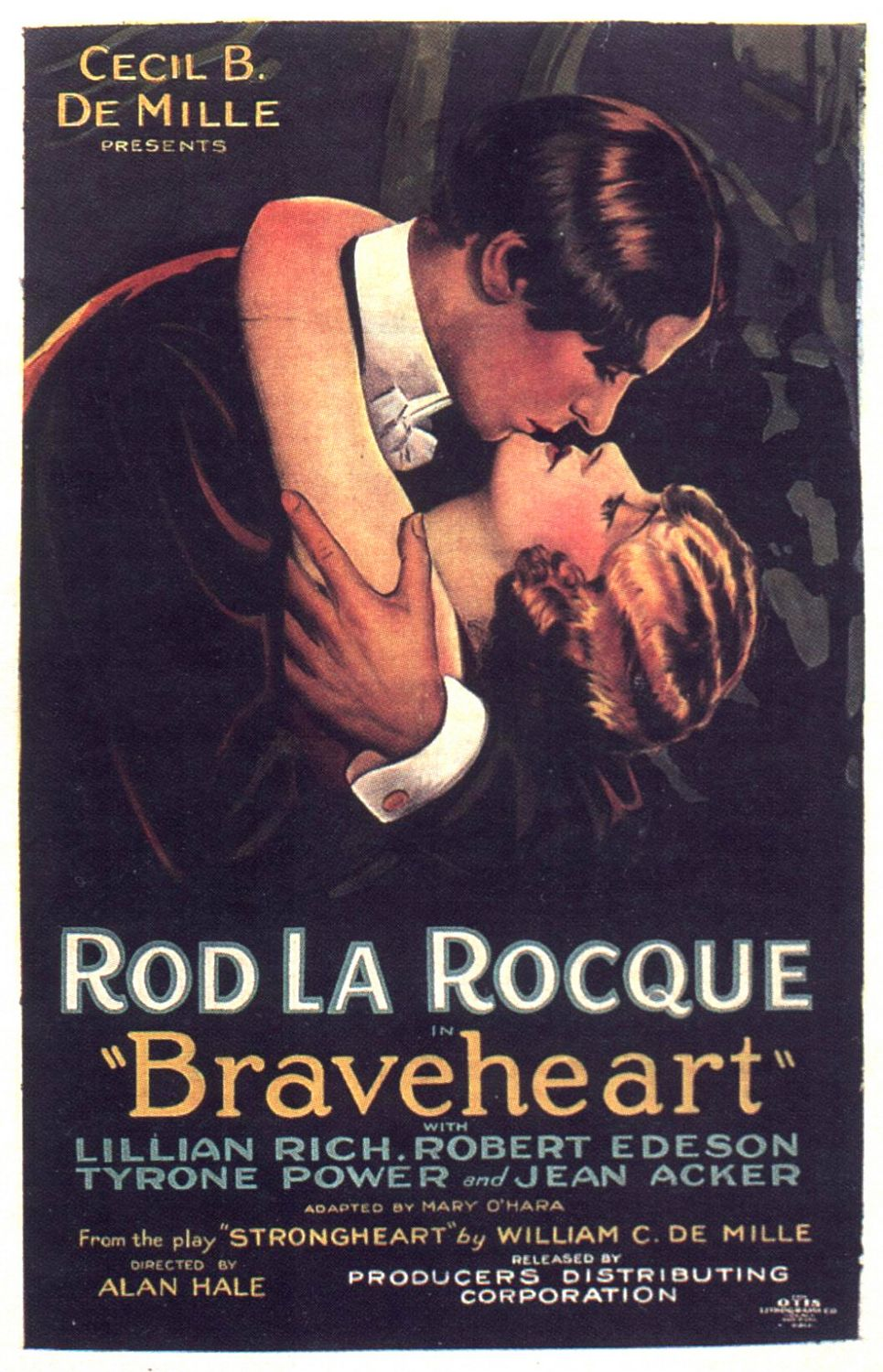
Affiche du film

La Barrière des races (Braveheart) est un film américain réalisé par Alan Hale Sr., produit par Cecil B. DeMille et sorti en 1925.
C'est un remake du film de 1914 Strongheart réalisé par James Kirkwood Sr. et produit par la Biograph Company.

## Synopsis
Les membres d'une tribu d'amérindiens sont intimidés par les propriétaires d'une entreprise de conserves, qui cherchent à violer un traité protégeant leurs zones de pêche. Une jeune fille victime d'une chute de cheval, est sauvée par un indien, fils du chef de la tribu.

## Fiche technique
- Titre : La Barrière des races
- Titre original : Braveheart
- Réalisation : Alan Hale Sr.
- Scénario : Mary O'Hara
- Producteur : Cecil B. DeMille
- Photographie : Faxon M. Dean
- Distributeur : Producers Distributing Corporation
- Durée : 71 minutes (7 bobines)[2]
- Date de sortie : 
  - États-Unis :27 décembre 1925

## Distribution

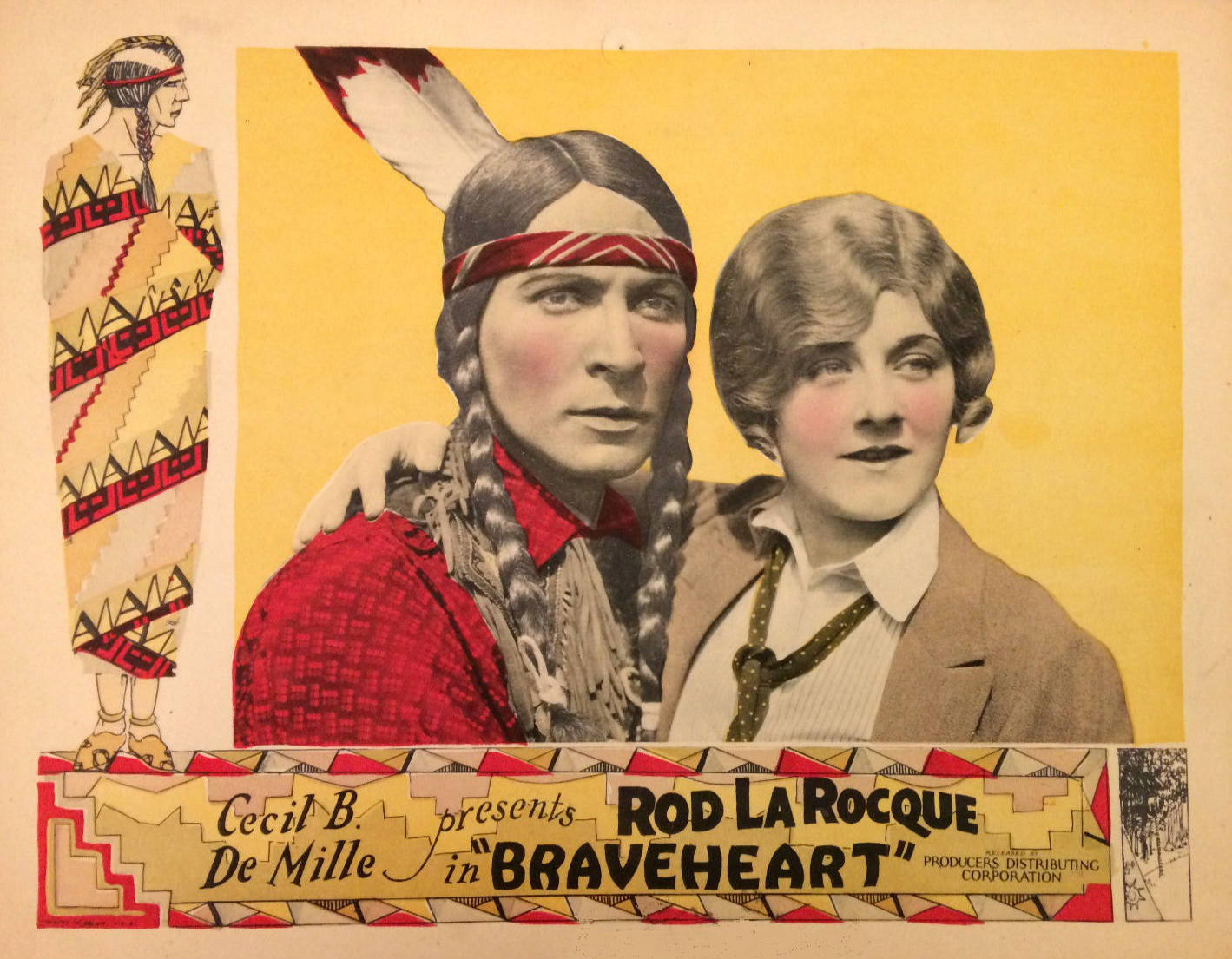
Carte promotionnelle du film

- Rod La Rocque : Braveheart
- Lillian Rich : Dorothy Nelson
- Robert Edeson : Hobart Nelson
- Arthur Housman : Frank Nelson
- Frank Hagney : Ki-Yote
- Tyrone Power Sr. : Standing Rock
- Jean Acker : Sky-Arrow
- Sally Rand : Sally Vernon
- Henry Victor : Sam Harris